# Мілицький повіт
Мілицький повіт (пол. powiat milicki) — один з 26 земських повітів Нижньосілезького воєводства Польщі.
Утворений 1 січня 1999 року в результаті адміністративної реформи.
На території Міличцького повіту знаходиться найбільша група ставків в Європі.

## Загальні дані
Повіт знаходиться у південно-східній частині воєводства.
Адміністративний центр — місто Мілич.
Станом на 1.01.2008 населення становить 36 823 осіб, площа 714,93 км².
На терени повіту були депортовані 907 українців з українських етнічних територій у 1947 році (т. з. акція «Вісла»).

## Демографія
Демографічні дані повіту станом на 30.06.2005:
|       | Всього | Всього | Жінки  | Жінки | Чоловіки | Чоловіки |
| ----- | ------ | ------ | ------ | ----- | -------- | -------- |
|       | осіб   | %      | осіб   | %     | осіб     | %        |
| Повіт | 36 894 | 100    | 18 506 | 50,2  | 18 388   | 49,8     |
| Міста | 12 057 | 100    | 6197   | 51,4  | 5860     | 48,6     |
| Села  | 24 837 | 100    | 12 309 | 49,6  | 12 528   | 50,4     |